# Wyżnia Kira Miętusia
Wyżnia Kira Miętusia, Wyżnia Miętusia Kira – polana reglowa w Dolinie Kościeliskiej w Tatrach Zachodnich, znajdująca się u wylotu tej doliny, powyżej przysiółka Kiry i pierwszego zwężenia Doliny Kościeliskiej zwanego Niżnią Kościeliską Bramą (Bramą Kantaka). Znajduje się na wysokości około 935–950 m. Od wschodniej strony polany znajdują się zbocza Małego Regla, Czerwonego Gronika i Kończystej Turni. Wcinają się w nie 3 żleby (najbardziej południowy to Żeleźniak). Stożki napływowe u ich wylotów powodują podnoszenie się polany po wschodniej stronie. W stoki zachodnie z Kościeliskich Kopek wcina się Wściekły Żleb.

## Opis
Jeszcze w XIX w. na tej polanie odbywało się łączenie stad owiec wypasanych na Hali Miętusiej, do której dawniej należała Wyżnia Kira Miętusia (później wyłączona została w samodzielną polanę). Do 1960 r. stał tutaj rząd zabudowań pasterskich, polana była koszona, a siano do wsi zwożono z niej zimą na saniach. W 1955 r. polana miała powierzchnię 9,506 ha. Po włączeniu jej do Tatrzańskiego Parku Narodowego zniesiono wypas i koszenie, w wyniku czego część polany zarosła lasem i zaroślami. W 2004 r. jej powierzchnia zmniejszyła się przez to o 9,15%. Jednocześnie zaczęły w szybkim tempie niszczeć niekonserwowane zabudowania. Gdy jeszcze w roku 1956 stało tu 9 budynków pasterskich (bacówek i szop), to w roku 1975 został tylko jeden szałas. W latach 80. ponownie wprowadzono na niej tzw. wypas kulturowy, co ograniczy dalsze jej zarastanie lasem. Obecnie są na polanie dobrze utrzymane szałasy, ławki dla turystów i prowadzony jest wyrób i sprzedaż oscypków, żętycy i bundzu.
Dla turystów to początkowy odcinek zwiedzania Doliny Kościeliskiej. Jest to znajdująca się na wysokości ok. 935–950 m n.p.m. płaska, duża polana, otoczona dolnoreglowym lasem świerkowym. Powstała ona na nanosach Kościeliskiego Potoku, oraz stożkach napływowych zniesionych przez potoki spływające z Hrubego Regla. Kościeliski Potok, zepchnięty przez te stożki napływowe, płynie zachodnim brzegiem polany, a środkiem biegnie utwardzona droga i pieszy szlak turystyczny. Drogą tą jeżdżą też konne bryczki z turystami (zimą sanie).
Widokami z tej polany zachwycał się Seweryn Goszczyński. W 1832 r. pisał on: „...ujrzeliśmy się na roskosznej płaskiej dolinie, owalnego kształtu; pokrywał ją kobierzec najświeższej darni, ocieniały od koła góry i lasy uderzające takim wdziękiem, że zdawały się ulubieńszem nad inne dziełem przyrody.”. Obecnie w sezonie turystycznym drogą przez tę polanę wędrują tłumy turystów. Z polany, wprost na południe widać Błyszcz, a po wschodniej stronie u góry Gładkie Upłaziańskie na zboczach Ciemniaka. Wiosną, podczas topnienia śniegów polana pokrywa się tysiącami kwitnących krokusów. Po wschodniej stronie polany ponad lasem wznosi się urwisko zbudowanej z twardych wapieni Kończystej Turni. Na południowo-wschodnim skraju polany była kiedyś drewniana skocznia narciarska, wybudowana w 1950 z inicjatywy Stanisława Marusarza, na której osiągać można było odległości do 30 m.

## Szlaki turystyczne
z Kir dnem Doliny Kościeliskiej do schroniska na Hali Ornak. Czas przejścia: 1:40 h, ↓ 1:35 h.

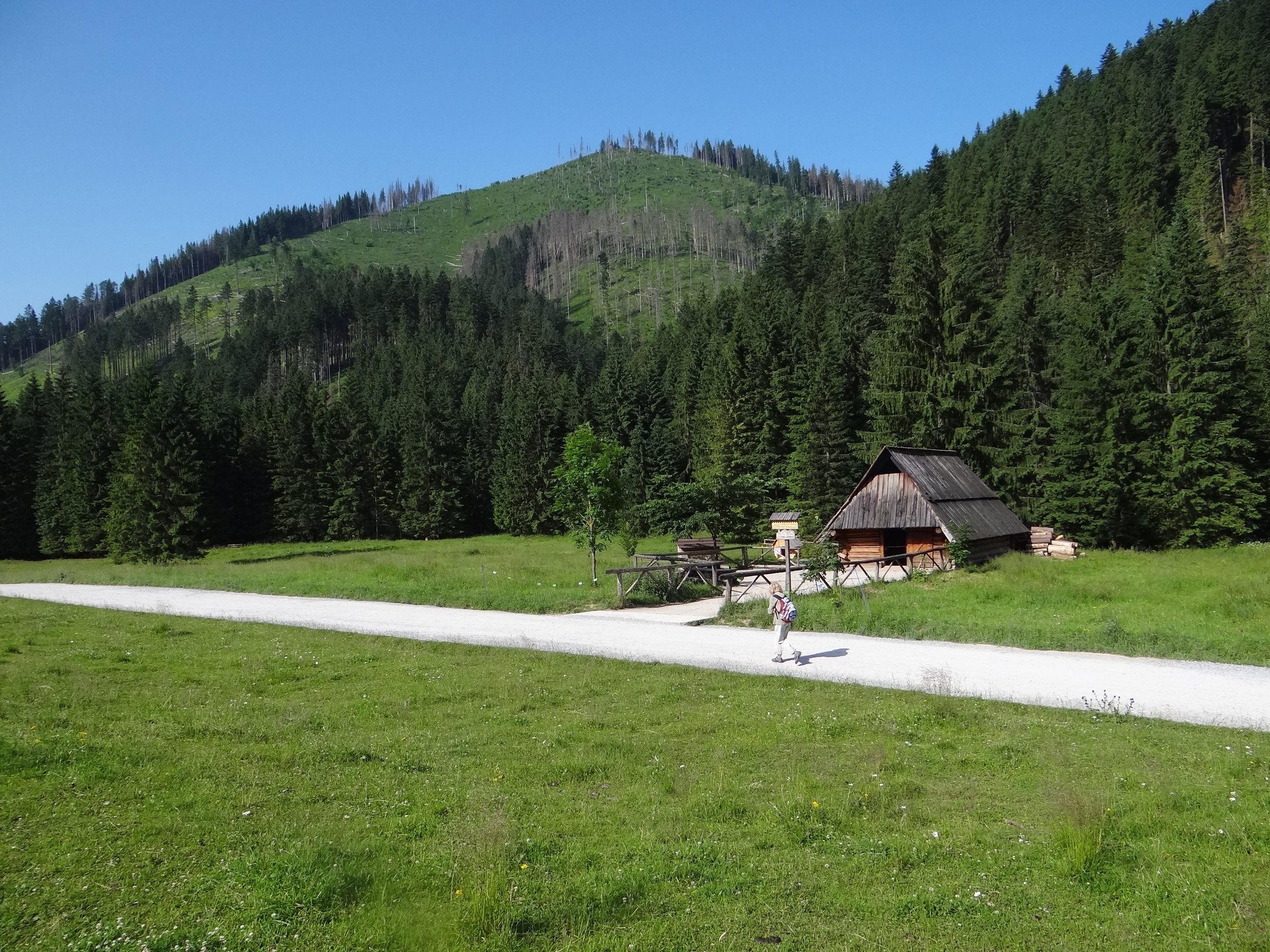
Bacówka, nad nią Zadnia Kopka i wylot Wściekłego Żlebu
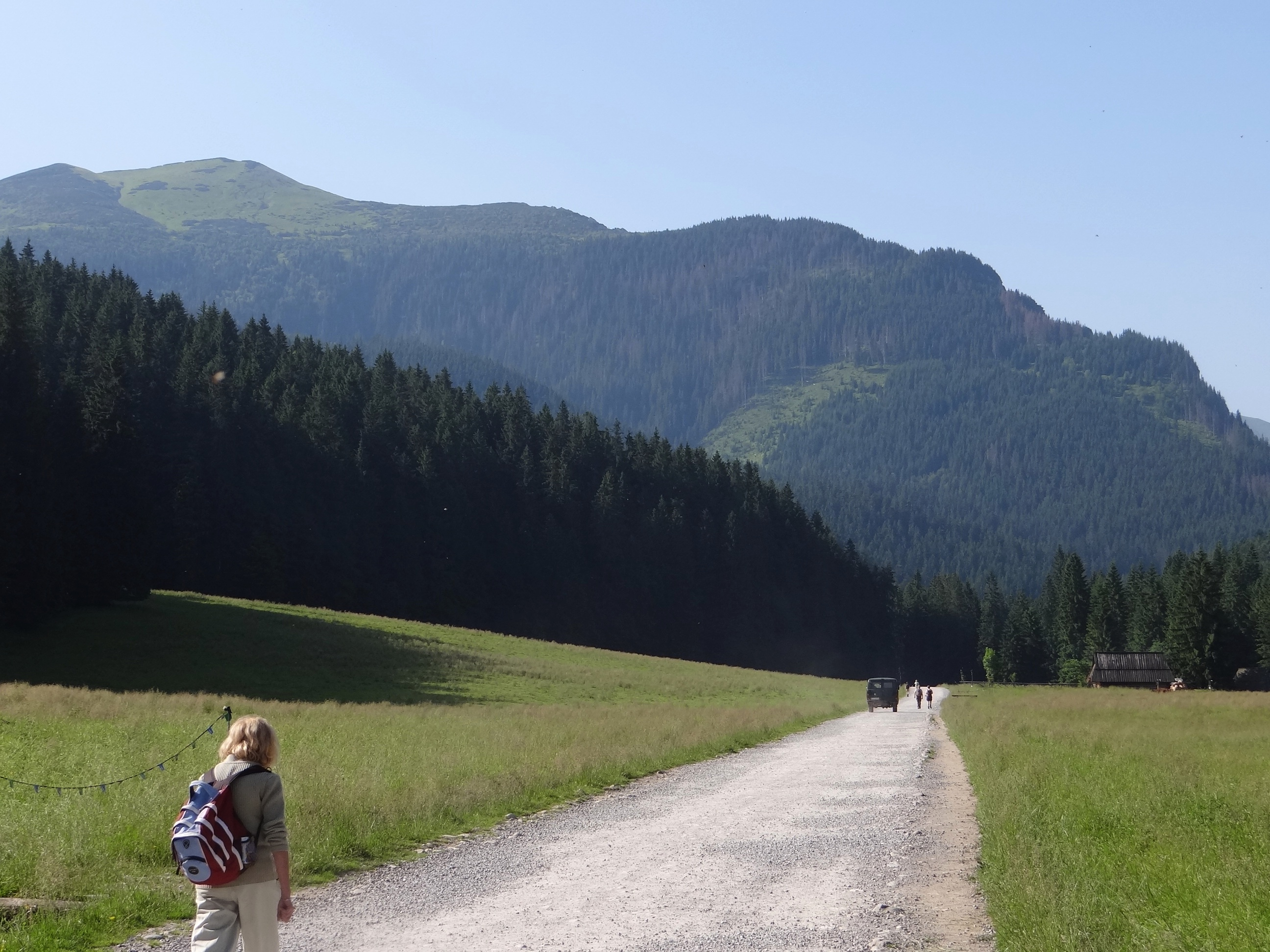
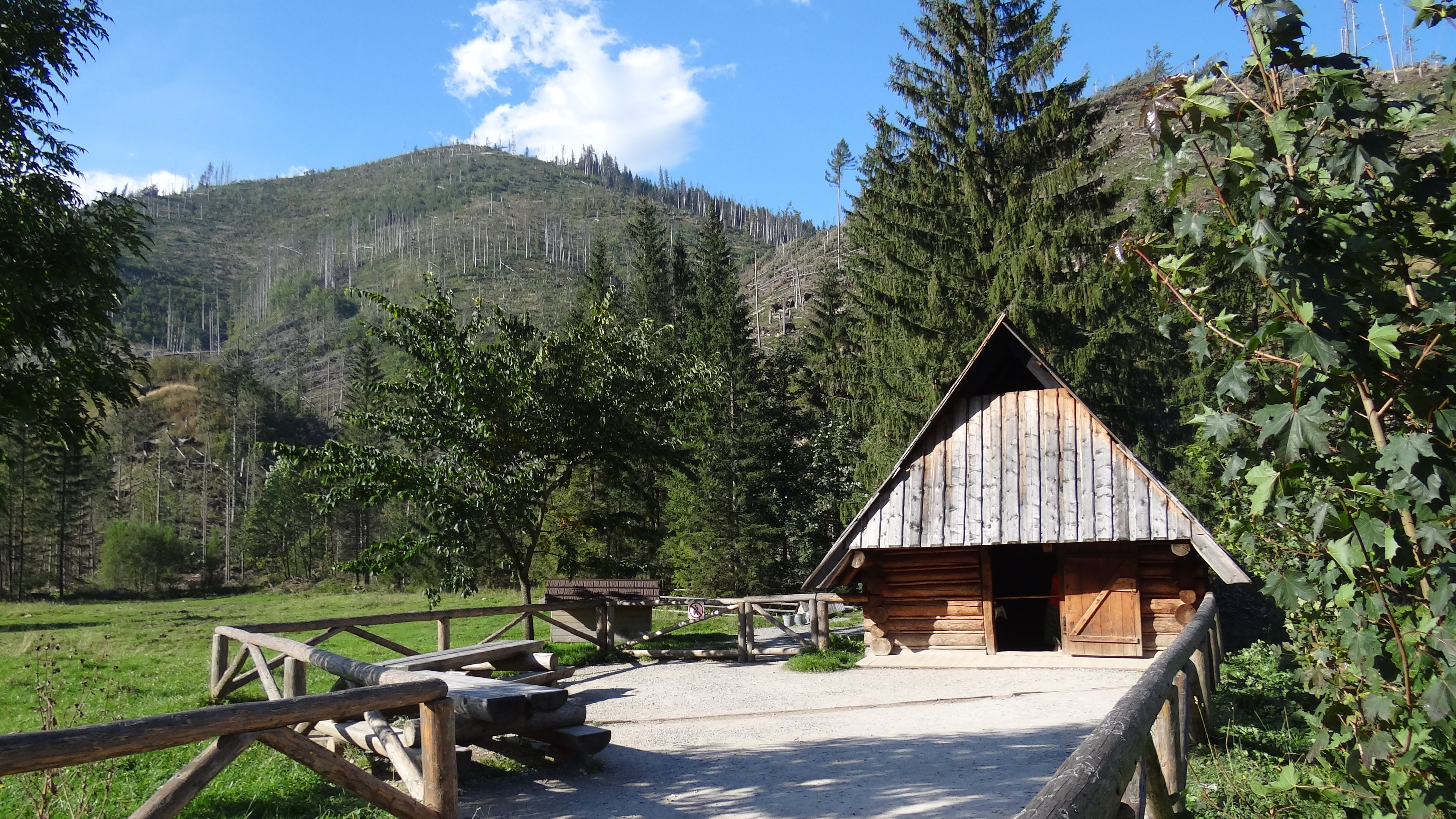